# كندا في الألعاب الأولمبية الصيفية 2004
شاركت كندا في دورة الألعاب الأولمبية الصيفية 2004 في أثينا، اليونان، في الفترة من 13 إلى 29 أغسطس 2004. شارك الرياضيين الكنديين في كل الألعاب الأولمبية الصيفية منذ عام 1900، باستثناء دورة الألعاب الأولمبية الصيفية عام 1980 في موسكو بسبب المقاطعة التي قادتها الولايات المتحدة. أرسلت اللجنة الأولمبية الكندية أصغر وفد إلى الألعاب، منذ مقاطعتها الألعاب في عام 1980. شارك في هذا الحدث ما مجموعه 263 رياضيا منهم 130 رياضي و 133 من رياضية، في 28 لعبة.